# Generationengerechtigkeit

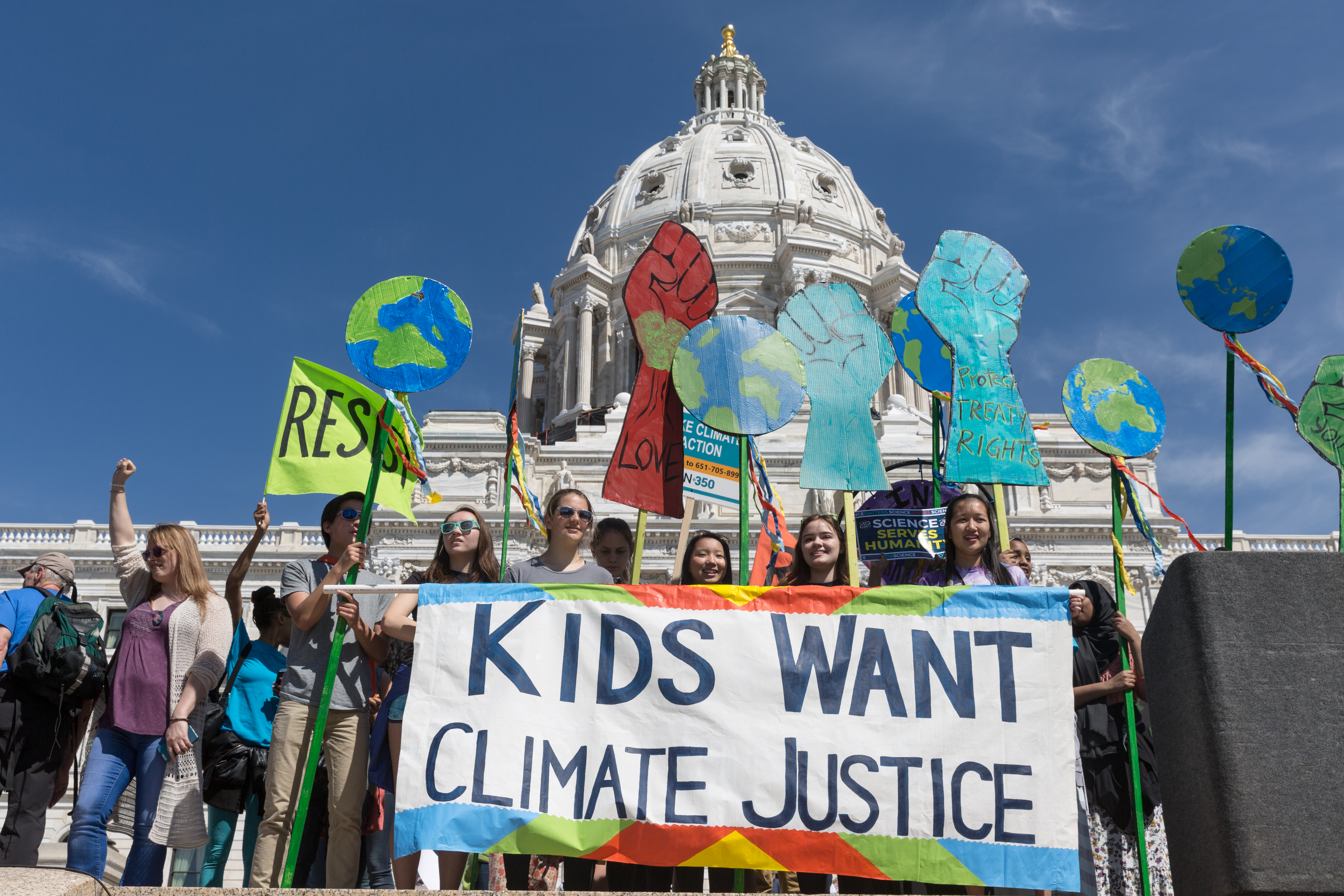
Teilnehmer am March for Science in Saint Paul, Minnesota (2017)

Der Begriff Generationengerechtigkeit, auch Enkelgerechtigkeit oder intergenerative Gerechtigkeit, bewertet die Gerechtigkeit von Handlungen und Entscheidungen, die sich auf kommende Generationen auswirken. Darunter fallen die Themen Nachhaltigkeit, Umweltschutz, Investitionen in Bildung und Infrastruktur, Staatsverschuldung, Rentenreform, Bevölkerungspolitik, aber auch Altersdiskriminierung, Jugendarbeitslosigkeit und viele mehr.
Das Konzept der Generationengerechtigkeit wird dafür kritisiert, von Vermögens- und Einkommensungleichheiten abzulenken. Ein Konflikt „zwischen den Besitzern von Real- und Finanzkapital und denen, die ihren Lebensunterhalt aus Lohnarbeit oder prekärer Soloselbstständigkeit bestreiten müssen“ stehe laut Kritikern über dem Thema der Gerechtigkeit zwischen den Generationen.

## Begriffsdefinition
Der Begriff der Generationengerechtigkeit setzt sich aus den Einzelwörtern Gerechtigkeit und Generation zusammen. Von diesen beiden Bestandteilen ist ‚Gerechtigkeit‘ mit Sicherheit schwieriger zu definieren, aber auch der Begriff ‚Generation‘ wird in unterschiedlichen Zusammenhängen gebraucht und ist mehrdeutig.

### Begriff Gerechtigkeit
Das hessische Kultusministerium definiert den Begriff der Gerechtigkeit folgendermaßen: „Gerechtigkeit bezeichnet einen idealen Zustand des sozialen Miteinanders, in dem es einen angemessenen, unparteilichen und einforderbaren Ausgleich der Interessen und der Verteilung von Gütern und Chancen zwischen den beteiligten Personen oder Gruppen gibt.“

### Begriff Generation
Der Politikwissenschaftler Jörg C. Tremmel definiert folgende vier Arten der Generation:
1. Chronologisch-temporale Generation, enger Begriff
Nach dieser Definition leben stets mehrere Generationen gleichzeitig. Grundlage der Zuordnung ist das aktuelle Alter und damit ein bestimmter Geburtsjahrgang. In Deutschland gebären heute Frauen durchschnittlich das erste Kind mit knapp 30 Jahren. Daraus abgeleitet werden die Jahrgänge, die zu einem bestimmten Zeitpunkt die unter Dreißigjährigen stellen, als die junge, die 30- bis 60-Jährigen als die mittlere und die über Sechzigjährigen als die alte bzw. ältere Generation bezeichnet. In der Bevölkerungswissenschaft (Demografie) werden auch kleinere Abschnitte (Jahre, Jahrfünfte, Jahrzehnte) unterschieden.[3]
2. Chronologisch-intertemporale Generation, weiter Begriff
Als intertemporale Generation wird die Gesamtheit aller Menschen bezeichnet, die zeitgleich existieren, existiert haben oder existieren werden. Unter dieser Auffassung spricht man von heutigen, früheren und künftigen Generationen[3]
3. Gesellschaftliche (soziale) Generation
Neben seinen beiden chronologischen Bedeutungen bezeichnet der Ausdruck ‚Generation‘ drittens eine Gruppe von Menschen, deren Einstellungen, Orientierungen und Verhaltensweisen weitgehend homogen sind. Sie sind häufig durch ähnliche Schlüsselerlebnisse sozialisiert worden und/oder drücken einer zeitlichen Epoche den Stempel auf. So gibt es z. B. die Bezeichnungen 68er-Generation, 89er-Generation und Generation Golf. Auch Generation X, Generation Y und Generation Z bezeichnen gesellschaftliche Generationen[4]
4. Familiäre Generation
Schließlich gibt es auf der Mikroebene die familiäre oder familiale Bedeutung des Generationenbegriffs (z. B. generationale Ordnung). Familiäre Generationen bezeichnen die Glieder der Abstammungslinie. Im Rahmen der Verwandtschaftsbeziehungen gehören Väter einer anderen Generation an als ihre Söhne. Man spricht vom familiären Generationenkonflikt, wenn es z. B. um die Probleme der Ablösung der Kinder von ihren Eltern geht.[5]

### Generationengerechtigkeit im Nachhaltigkeitsdiskurs
1987 veröffentlichte die Weltkommission für Umwelt und Entwicklung („Brundtland-Kommission“) den sogenannten Brundtland-Bericht.
Der Bericht ist für seine Definition des Begriffs der Nachhaltigen Entwicklung bekannt. Diese sei...
„… Entwicklung, die die Bedürfnisse der Gegenwart befriedigt, ohne zu riskieren, dass künftige Generationen ihre eigenen Bedürfnisse nicht befriedigen können.“
„… im wesentlichen ein Wandlungsprozess, in dem die Nutzung von Ressourcen, das Ziel von Investitionen, die Richtung technologischer Entwicklung und institutioneller Wandel miteinander harmonieren und das derzeitige und künftige Potential vergrößern, menschliche Bedürfnisse und Wünsche zu erfüllen.“
Der zweite Aspekt fordert eine ganzheitliche Verhaltensänderung, die auch als starke Nachhaltigkeit bezeichnet wird. In jüngster Zeit hat sich dafür das Adjektiv enkelgerecht herausgebildet.
Eine Studie zeigte, dass die 2020 geborene Generation unter Klima-Pledges zum Stand 2020/21 voraussichtlich 2–7 Mal so viele Hitzewellen erleben wird als die 1960er Generation, was den Aspekt der Generationengerechtigkeit im Kontext der Klimagerechtigkeit erkennbar werden lässt.
Forschende um Johan Rockström banden Generationengerechtigkeit (intergenerational justice) in das Konzept der planetaren Grenzen ein, mit deren Einhaltung eine nachhaltige Lebensweise auf dem Planeten möglich sei.

## Zwei Arten von Generationenvergleichen
Im Konzept der Generationengerechtigkeit werden Vergleiche zwischen Generationen gezogen. Grundsätzlich ist zwischen direkten und indirekten Vergleichen zu unterscheiden. Im direkten Vergleich werden temporale Generationen zum selben Zeitpunkt verglichen, also heutige ‚Junge‘ und ‚Alte‘, z. B. indem man den Prozentsatz von Angehörigen der zweiten Generation (31- bis 60-Jährige) und der dritten Generation (0- bis 30-Jährige), die Sozialhilfe beziehen, zeitpunktbezogen (z. B. im Jahr 2005) vergleicht. Bei einem indirekten Vergleich werden dagegen temporale wie intertemporale Generationen (also ein Teil oder auch die Gesamtheit der zu einem Zeitpunkt existierenden Menschen) jewei unterschiedlichen verglichen. Dabei untersucht man z. B. den Anteil der Jugend an allen Sozialhilfeempfängern im Jahr 2005 und im Jahr 1975.
In der Debatte um Generationengerechtigkeit ist also vor allem das Schaffen zweier chronologischer Bedeutungen des Begriffs relevant. Um in der Diskussion um Generationengerechtigkeit zwischen den beiden chronologischen Generationsbegriffen (temporal und intertemporal) unterscheiden zu können, ist es notwendig, auch zwei unterschiedliche Arten von Generationengerechtigkeit zu formulieren. Bislang existiert in der wissenschaftlichen Diskussion allerdings keine eindeutige Begriffsgebung für diese Unterscheidung.
Eine Möglichkeit, die von Peter Laslett (1915–2001) gebraucht wird, ist die Verwendung der Bezeichnung „intergenerationell“ für den Vergleich heutiger, früherer und zukünftiger Generationen miteinander und der Bezeichnung „intragenerationell“ für den Vergleich innerhalb einer solchen jeweiligen Generation. Laslett bezieht sich dabei auf den weiteren Generationsbegriff, sieht also die temporalen Generationen nicht als eigenständige Generationen, sondern lediglich als unterschiedliche Altersgruppen derselben (intertemporalen) Generation.
Allerdings ist der Begriff ‚intragenerationell‘ auch auf temporale Generationen anwendbar, da die Vorsilbe intra- ‚innerhalb‘ bedeutet und man so auch einen Vergleich innerhalb einer Altersgruppe vornehmen kann. Beispielsweise die Gerechtigkeit innerhalb der Gruppe der unter-30-Jährigen. Solche Vergleiche haben jedoch mehr mit sozialer Gerechtigkeit als mit Generationengerechtigkeit zu tun, da mit „Generationengerechtigkeit“ meistens der intergenerationelle Vergleich gemeint ist (also der Vergleich zwischen verschiedenen temporalen oder intertemporalen Generationen).
Daher erscheint die Verwendung der Bezeichnungen ‚intertemporale‘ und ‚temporale‘ Generationengerechtigkeit am sinnvollsten: Temporale Generationengerechtigkeit als Gerechtigkeit zwischen temporalen Generationen, also heute lebenden Menschen unterschiedlicher Altersstufen; Intertemporale Generationengerechtigkeit als Gerechtigkeit zwischen verschiedenen intertemporalen Generationen, also den Menschen, die früher lebten, denen, die heute leben, und denen, die zukünftig leben werden.
Das Prinzip Intertemporale Generationengerechtigkeit kann folgendermaßen formuliert werden:
„Generationengerechtigkeit ist erreicht, wenn die Chancen zukünftiger Generationen auf Befriedigung ihrer eigenen Bedürfnisse mindestens so groß sind wie die der heutigen Generation.“
In der Definition für „temporale Generationengerechtigkeit“ muss man „zukünftige Generationen“ durch „nachrückende Generationen“ und „heutige Generation“ durch „ihnen vorangegangene Generationen“ ersetzen (allerdings immer gegenwärtige Generationen):
„Generationengerechtigkeit ist erreicht, wenn die Chancen nachrückender Generationen auf Befriedigung ihrer eigenen Bedürfnisse mindestens so groß sind wie die der ihnen vorangegangen Generationen“
Die Unterscheidung zwischen direkten und indirekten Vergleichen ist nur beim temporalen Generationenbegriff möglich. Intertemporal wird innerhalb der Gruppen der zeitgleich Lebenden, nicht zwischen Altersgruppen unterschieden, also können in dieser Hinsicht auch keine Vergleiche gezogen werden.

## Theorien der Generationengerechtigkeit in der Literatur
Der Suffizienziarismus beurteilt Gerechtigkeit nach einem absoluten Standard: Eine spätere Generation wird gerecht behandelt, wenn ihr Wohl mindestens auf dem Suffizienzlevel ist. Ob sie besser oder schlechter dran ist als andere Generationen, ist dabei ohne Belang.
Die große Mehrheit aller Philosophen vertritt im Hinblick auf intergenerationelle Gerechtigkeit keinen absoluten Standard menschlichen Wohls, sondern einen komparativen, also einen, der das erstrebenswerte Niveau an Wohl im Vergleich mit anderen Generationen festlegt. Im Rahmen solch komparativer Standards werden strikt egalitaristische Prinzipien (‚genauso gut wie‘) fast nie postuliert. Sie finden sich beispielsweise bei Scherbel: „Generationengerechtigkeit bedeutet konkret, dass die heute Jungen und nachfolgende Generationen gleichwertige Lebensgestaltungschancen besitzen sollen, wie die gegenwärtig gesellschaftlich und politisch verantwortliche Generation.“ Andrea Heubach schreibt: „Generationengerechtigkeit ist erreicht, wenn niemand aufgrund seiner Zugehörigkeit zu einer bestimmten Generation benachteiligt wird.“ Dies heißt im Umkehrschluss, dass eine Bevorzugung, sowohl früherer als auch späterer Generationen, unvereinbar mit Generationengerechtigkeit ist.
Als dritte Möglichkeit werden in der Literatur zu Generationengerechtigkeit komparative Standards zusammen mit der Formulierung ‚mindestens genauso gut‘ verwendet, aber auch – viertens – das Wort ‚besser als‘ wird gebraucht. Einige Beispiele: Ähnlich wie John Locke rund 300 Jahre früher („mindestens so viel und so gut“) schreibt der Philosoph Otfried Höffe: „Verantwortungsvolle Eltern hinterlassen ihren Kindern ein Erbe, das möglichst größer ausfällt, als sie es von ihren Eltern übernommen haben.“ Rakowski drückt es so aus: „Jeder, der in eine Gesellschaft hineingeboren wird, hat als ein Minimum Anrecht auf dieselbe Menge an Ressourcen wie alle erhalten haben, die an der ursprünglichen Aufteilung der Güter und des Landes der Gemeinschaft partizipiert haben.“
Dieter Birnbacher argumentiert ähnlich: „Was er ererbt hat, soll er ungemindert (‚Bewahren‘) und womöglich gesteigert (‚Bebauen‘) an die Zukünftigen weitergeben, sowohl als Privatmann als auch als Vertreter eines Kollektivs.“ Kavka schlägt in die gleiche Kerbe: „[…] Ich interpretiere das so, dass in diesem Kontext die fragliche Generation ihre Nachfolger-Generation ‚mindestens‘ so gut stellt, bezogen auf nutzbare Ressourcen, wie sie von ihren Vorgängern gestellt wurde.“ Auch die Intuition von James Woodward ist nicht weit davon entfernt: „Jede Generation sollte für nachrückende Generationen eine Bandbreite an Ressourcen und Chancen hinterlassen, die ‚mindestens gleich groß‘ ist wie die Bandbreite der eigenen Ressourcen und Chancen.“
In der Zunft der Ökonomen ist das Prinzip des nicht abnehmenden Wohls populär. Demnach ist Generationengerechtigkeit erreicht, wenn ein einmal erreichtes Level an Wohlstand in der Zukunft nicht mehr unterschritten wird. Der Ökonom Robert Solow führt aus: „Die Pflicht, die uns die Nachhaltigkeit auferlegt, lautet, […die Nachwelt] mit alledem auszustatten, was notwendig ist, damit sie einen Lebensstandard hat, der mindestens so hoch wie unser eigener ist.“ Aber auch die Auffassung, dass Generationengerechtigkeit eine (nicht durch ‚vielleicht‘ oder ‚möglichst‘ eingeschränkte) Verpflichtung beinhalte, das Wohl nachrückender Generationen zu steigern, hat ihre Anhänger, und dies quer durch alle Parteien bzw. politische Richtungen.
Der Ökonom Richard Hauser formuliert: „Jede Generation sollte an die nachfolgende einen positiven Nettotransfer leisten, der höher ist als jener, den sie von ihrer Vorgängergeneration empfangen hat.“
Karl Marx legte im dritten Band des Kapitals einen ganz ähnlichen Gedanken nieder: „Selbst eine ganze Gesellschaft, eine Nation, ja alle gleichzeitigen Gesellschaften zusammengenommen, sind nicht Eigentümer der Erde. Sie sind nur ihre Besitzer, ihre Nutznießer, und haben sie als boni patres familias den nachfolgenden Generationen verbessert zu hinterlassen.“
Eine Theorie einer Besserstellung künftiger Generationen stammt von Jörg Tremmel, der schreibt: „Generationengerechtigkeit ist erreicht, wenn die Chancen der Angehörigen der nächsten Generation, sich ihre Bedürfnisse erfüllen zu können, im Durchschnitt besser sind als die der Angehörigen ihrer Vorgänger-Generation.“ Laut Tremmel stellen sich für Theorien der Generationengerechtigkeit drei wichtige Fragen: 1.) Sind wir kommenden Generationen überhaupt etwas schuldig?, 2.) Wenn ja, wie groß ist der Umfang unserer Pflichten? Reicht es, wenn wir kommenden Generationen so viel hinterlassen, wie wir selbst haben? Oder sollten wir unseren Kindern ein besseres Leben ermöglichen?, 3.) Auf welche Ressourcen oder Güter beziehen sich unsere intergenerationellen Pflichten? Was ist ein „besseres Leben“?

## Kritik
In einer generellen Kritik des Konzepts merkte Heinz Bude an, dass Generationengerechtigkeit ohne einbettende Maßnahmen vor allem „die privaten Transfers in der Generationenfolge“ verstärken würde, es also lediglich innerhalb der Familie zu einem Interessenausgleich käme während gesellschaftliche Privilegien und soziale Ungleichheit erhalten bleiben könnten.